# Jacques Grangette
Pour les articles homonymes, voir Grangette.
Jacques Grangette, né le 29 septembre 1924 à Saint-Mandé et mort le 6 avril 2006 à Cornebarrieu, est un pilote d’essais français.

## Biographie

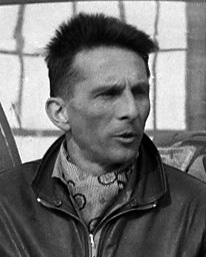
Jacques Grangette le 22 mars 1962, lors du premier vol du Potez Heinkel

Jacques Grangette a été formé aux États-Unis en 1944-1945. Il fait partie des premiers pilotes du centre national de Saint-Yan qui ouvre ses portes le 2 janvier 1948, avec Louis Notteghem, Pruneau, Simon, Max Fischl, Tesson, Martinaud sous la direction de Deschamps. Le centre est formé d’une flotte hétéroclite à base de Morane-Saulnier MS.230, de Bücker et de Goéland.
Par la suite, Jacques Grangette intègre le Centre d’essais en vol puis devient instructeur à l’EPNER. Plus tard encore, il entre chez Fouga. Il fait effectuer son premier vol au CM.170 M01 Esquif le 31 juillet 1956. Il présente le Magister, dont il devient le spécialiste, en Europe mais également lors de tournées en Amérique du Nord. Il rejoint ensuite Potez en 1961 et en devient chef pilote d’essais. Il réalise le premier vol des Potez 840 (29 avril 1961) et Potez 941. C’est à l’occasion d’une présentation du Potez 840, à Genève, que selon Jacques Nœtinger, Jacques Grangette, accompagné d’Yvan Littolff, aurait réalisé un tonneau barriqué.
Plus tard, Grangette qui a intégré Aérospatiale, est détaché chez Airbus Industrie. Il participe aux essais en vol de l’Airbus A.300B.
Retraité en 1976 mais peu enclin à raccrocher ses gants de pilote, il contribue à la promotion du Microjet 200 de Microturbo à partir de 1979, notamment lors de présentations au Salon de l’Aéronautique et de l’Espace au Bourget. Il vit sans doute l’une de ses dernières émotions aéronautique en assistant au premier vol de l’Airbus A380 à Toulouse-Blagnac le 27 avril 2005.